# Tony Montana (Future)
Tony Montana è un brano musicale del rapper statunitense Future, estratto come primo singolo dal suo album di debutto Pluto, ed è stato fatto in collaborazione con il rapper Drake. È rinomata per essere stata una delle prime canzoni a caratterizzare il sottogenere del così noto mumble rap, ciò era dovuto principalmente all'elevato utilizzo di sostanze stupefacenti da parte dell'artista poco prima della registrazione, che lo costrinsero a "borbottare" molte delle parole, rendendole poco comprensibili.

## Video musicale
Il videoclip del brano fu registrato a Santo Domingo e vede il rapper protagonista in alcune scene di vita criminale di quartieri di periferia. Nel video musicale del brano non è presente la strofa di Drake, e nemmeno il rapper.

## Tracce
Digital download
1. Tony Montana (feat. Drake) - 4:08

## Classifiche
| Classifica (2011-12)                 | Posizione più alta |
| ------------------------------------ | ------------------ |
| Stati Uniti                          | 104                |
| U.S. Billboard Hot R&B/Hip-Hop Songs | 22                 |